# Французька попмузика
Французька попмузика, або френч-поп — попмузика, яка виконується французькою мовою. Зазвичай притаманна виконавцям із Франції, Канади, Бельгії, Швейцарії та інших франкомовних територій світу. Цільовою аудиторією є франкомовний ринок, — переважно у Франції, — який є значно меншим та більш незалежним, ніж мейнстримівський англомовний ринок.

## Історія
Першими виразними стилями френч-попу були френч-рок та є-є, які виникли у Франції у 1960-х роках. Впливом на них стала американська музика рок-н-ролу 1950-х років. На початку зародження френч-поп його можна було легко відрізнити від шансону, проте з часом ці два напрямки змішалися та поєдналися.

## Радіо у Франції
У Франції існують численні радіостанції, які транслюють френч-поп, такі як NRJ, RTL 2, Virgin Radio (колишня назва Europe 2), Radio Nova, Chérie FM та багато інших. Окрім французької попмузики ці радіостанції також грають мейнстримівську попмузику англійською мовою, а також латиноамериканський поп, італійський поп чи африканський поп, залежно від станції.
Згідно з поправкою Пельша 1994-го року Закону про реформу радіомовлення, у прайм-тайм радіостанції Франції зобов'язані транслювати мінімум 40 % пісень французькою мовою.

## Відомі представники напрямку
- AaRON
- Сальваторе Адамо
- Air
- Алізе
- Шарль Азнавур
- Жозефіна Бейкер
- Ален Башунг
- Бріжіт Бардо
- Мішель Берже
- Джейн Біркін
- Жорж Брасан
- Карла Бруні
- Cali
- Ману Чао
- Lorie
- Матьє Шедід
- Крістоф
- Рішар Клайдерман
- Ріккардо Коччанте
- Даліда
- Мілен Фармер
- Джо Дассен
- Селін Діон
- Жак Дютрон
- Лара Фабіан
- Тома Ферсен
- Серж Генсбур
- Франс Галль
- Гару
- Жан-Жак Гольдман
- Джонні Голлідей
- Франсуаза Арді
- Harmonium
- Інділя
- Патрісія Каас
- Марі Лафоре
- Грегорі Лемаршаль
- Louise Attaque
- M83
- Madame Monsieur
- Нана Мускурі
- Жорж Мустакі
- Паскаль Обіспо
- Флоран Паньї
- Ванесса Параді
- Брюно Пельтьє
- Phoenix
- Едіт Піаф
- Метт Покора
- Рафаель
- Серж Реджані
- Кейт Раян
- Анрі Сальвадор
- Мішель Сарду
- Елен Сегара
- Stromae
- Têtes Raides
- Les Insus?
- Cœur de pirate
- Шарль Трене
- Сільвія Вартан
- Зої
- Kids United